# Giorgio Voghera
Giorgio Voghera (Trieste, 19 agosto 1908 – Trieste, 11 novembre 1999) è stato uno scrittore italiano noto, come romanziere e saggista, nella Trieste degli ultimi decenni del Novecento.

## Biografia
Figlio di Guido, noto matematico, e di Paola Fano, entrambi personaggi di spicco della Comunità ebraica di Trieste. Impiegatosi, non ancora ventenne, presso la sede RAS di Trieste, è costretto ad abbandonare la propria città nel 1939 a seguito delle leggi razziali emanate un anno prima dal governo fascista. Emigrato in Palestina dopo un periodo di internamento a metà strada fra la prigionia e la sorveglianza coatta trascorso con altri italiani a Giaffa, va a vivere in un kibbutz, facendo rientro in Italia solo nel 1948. Assunto nuovamente dalla RAS nella propria città natale, resterà a lavorare con la compagnia di assicurazioni fino al 1962.
Lo scrittore si legherà da vincoli di amicizia a Umberto Saba (che aveva conosciuto in gioventù), Virgilio Giotti, Roberto Bazlen, Biagio Marin e altri prestigiosi rappresentanti degli ambienti letterari del suo tempo. Tale ambiente è stato descritto da Anna Curiel Fano nel romanzo autobiografico "Giorgio e io". La sua frequentazione del Caffè San Marco, ritrovo prediletto degli intellettuali triestini, è descritta in modo molto caratteristico da Claudio Magris, altro frequentatore del locale, in "Microcosmi" (1997).
Trascorrerà gli ultimi anni della propria vita nella casa di riposo Pio Gentilomo fondata e gestita dalla comunità ebraica triestina, pur continuando a restare in stretti rapporti con il mondo intellettuale della sua regione e del resto d'Italia e partecipando attivamente alla vita culturale della propria città. Si spegnerà, ultranovantenne, nell'amata Trieste.
L'11 dicembre 1992, nella sala del Consiglio comunale del Palazzo del Municipio di Trieste, i cronisti triestini hanno consegnato il premio San Giusto d'Oro allo scrittore quale riconoscimento per la sua opera.

## L'opera

### Il narratore

#### Il segreto
Il debutto dello scrittore avviene alla fine degli anni cinquanta, con un divertente libello umoristico, una specie di guida per arrampicatori sociali e impiegati senza scrupoli pubblicato sotto lo pseudonimo di Libero Poverelli, Come far carriera nelle grandi amministrazioni (1959).
All'inizio del decennio successivo vede la luce, sempre in forma anonima (lo pseudonimo utilizzato è questa volta quello di Anonimo triestino), Il segreto (Einaudi 1961), affascinante e inquietante romanzo attribuito in un primo tempo a suo padre Guido seppur l'attribuzione non abbia mai trovato una risposta definitiva. La vicenda ruota attorno a un amore inespresso. Mino Zevi, il protagonista, non riesce infatti a rivelare a Bianca, oggetto della propria passione, i sentimenti che nutre nei suoi confronti. Priva di azione, la narrazione si struttura in un doloroso monologo interiore che mette a nudo i tormenti interiori e le frustrazioni di Mino. L'ambiente in cui si muove il protagonista è quello della Trieste di inizio secolo che, seppure non paesaggisticamente descritta, è vivamente presente con la propria tradizione letteraria, le idiosincrasie dei propri abitanti, l'ambiente ebraico e cosmopolita descritto dall'autore.

#### Il Direttore Generale
Pubblicato nel 1974, si configura come un vero e proprio romanzo autobiografico, incentrato sulla figura di un dipendente assicurativo che, alla fine degli anni trenta del Novecento, si vede costretto ad abbandonare l'Italia a causa delle persecuzioni razziali. Il libro, che pur riesce ad esprimere compiutamente un dramma umano e collettivo vissuto dal Voghera in prima persona, lascia ampi spazi a una garbata e divertente satira sul conformismo di alcuni ambienti lavorativi e sulla grettezza mentale e l'arrivismo degli impiegati che li popolano.

### Il saggista

#### Quaderno d'Israele
Sei anni più tardi viene dato alle stampe il saggio Quaderno d'Israele (Scheiwiller, 1967 e Mondadori, 1980), grande affresco della società ebraico-palestinese alla vigilia della creazione dello Stato di Israele (1947). L'esperienza personale vissuta in quelle terre per quasi un decennio dall'autore, contribuisce a dare alla narrazione un interesse particolare. L'entusiasmo, le emozioni, la fede di un grande popolo, cui viene offerta dalla storia la possibilità di tornare in possesso delle terre che furono culla della propria nazione, sono colti magistralmente dal Voghera e trasmessi intatti al lettore, coinvolgendolo nei meccanismi storici, socio-culturali, psicologici che sono alla base di quel grande progetto collettivo che è stato, ed è, lo stato di Israele.
Sempre sui suoi anni trascorsi in Palestina l'autore ci lascerà una toccante testimonianza in Carcere a Giaffa (Studio Tesi, 1985)

### Gli anni della psicoanalisi e altri saggi
Con il saggio Gli anni della psicoanalisi (Studio Tesi, 1980), Voghera rievoca la Trieste degli anni venti, centro cosmopolita, all'avanguardia in Italia per avere accolto con favore la psicoanalisi freudiana, diffusasi in città grazie all'opera del triestino Edoardo Weiss, fondatore della Società psicoanalitica. L'autore pone l'accento sugli stretti rapporti esistenti fra la psicoanalisi e i grandi scrittori di cultura e formazione ebraica, con alla testa Italo Svevo e Umberto Saba, e più in generale il peso determinante che gli intellettuali ebrei hanno avuto nello sviluppo letterario, artistico, economico e civile di Trieste.
A questo saggio si ricollega in qualche modo il libro di storia e di memorie Anni di Trieste (Editrice Goriziana, 1989), commossa rievocazione che lo scrittore fa della Trieste della propria infanzia, giovinezza e maturità e dell'affascinante e tormentata vicenda sociale, culturale e politica vissuta nel Novecento dalla città giuliana.
Di sicuro interesse è anche il volume Nostra signora morte (Lint Editoriale Associati, 1983), un'acuta riflessione esistenziale frutto di settantacinque anni di speranze, attese, illusioni e delusioni vissute dal grande scrittore triestino.
Interessante anche il suo epistolario con Giorgio Fano descritto nel libro "L'ottimismo di Giorgio Fano e il pessimismo di Giorgio Voghera" di Guido Fano (Mimesis Edizioni, 2019).

## Libri pubblicati (selezione)
- Come far carriera nelle grandi amministrazioni, Trieste, a cura dell'autore stesso, 1959, ripubblicato in edizione anastatica da Lint Editoriale, 1996
- Il segreto (attribuito), Torino, Einaudi, 1961
- Quaderno d'Israele, Milano, Scheiwiller, 1967 e Mondadori 1980
- Il Direttore Generale, Trieste, Casa editrice l'Asterisco, 1974
- Gli anni della psicoanalisi.Bologna, Cappelli, 1968. Pordenone, Studio Tesi, 1980
- Nostra Signora Morte Pordenone, Studio Tesi, 1983
- Carcere a Giaffa, Pordenone, Studio Tesi, 1985
- Anni di Trieste, Gorizia, Libreria Editrice Goriziana, 1989